# Palo Congo
Az 1957-es Pablo Congo Sabu Martinez debütáló nagylemeze. Szerepel az 1001 lemez, amit hallanod kell, mielőtt meghalsz című könyvben.

## Az album dalai
|    | Cím                       | Szerző(k) | Hossz |
| -- | ------------------------- | --------- | ----- |
| 1. | El Cumbanchero            | Hernandez | 5:38  |
| 2. | Billumba-Palo Congo       | Martinez  | 6:06  |
| 3. | Choferito-Plena           | Rios      | 4:02  |
| 4. | Asabache                  | Martinez  | 4:22  |
| 5. | Simba                     | Martinez  | 5:55  |
| 6. | Rhapsodia Del Maravilloso | Martinez  | 4:39  |
| 7. | Aggo Elegua               | Martinez  | 4:28  |
| 8. | Tribilin Cantore          | Martinez  | 5:19  |

## Közreműködők
- Louis "Sabu" Martinez
- Arsenio Rodríguez
- Raul "Caesar" Travieso
- Israel Moises "Quique" Travieso
- Ray "Mosquito" Romero
- Evaristo Baro
- Willie Capo
- Sarah Baro